# Charles Coffin Harris
Charles Coffin Harris, né le 9 juin 1822 à Newington (États-Unis) et mort le 2 juillet 1881 à Honolulu (Hawaï), est un homme politique et juge hawaïen qui soutenait fermement la monarchie en tant que nation indépendante. Après avoir occupé plusieurs postes ministériels, il est devenu juge puis procureur sous le règne de Kamehameha IV. Par la suite, il assume brièvement la direction du gouvernement en tant que premier ministre du roi Kamehameha V, et est nommé juge en chef de la Cour suprême à la fin de sa vie par le roi Kalākaua.

## Biographie

### Jeunesse américaine
Charles Coffin Harris est né le 9 juin 1822 à Newington, dans le New Hampshire. Son père était l'éducateur William Coffin Harris (1788-1853) et sa mère était Mary Johnson. Après avoir étudié dans l'école de son père à Portsmouth, il s'inscrit à Harvard en 1837 et obtient son diplôme en 1841 alors qu'il n'a que 19 ans. Il a enseigne ensuite à l'école de Portsmouth pendant quelques années.
Le 31 janvier 1844, Harris épouse sa cousine Harriet Miller Harris et, en 1847, s'installe à Boston pour enseigner à la Chauncey Hall School tout en étudiant le droit. La même année, lui et ses deux frères Thomas et Abel s'embarquèrent ensuite pour rejoindre la California Gold Rush. Lors d'un voyage aux îles du royaume d'Hawaï, pour obtenir des produits à vendre en Californie, il décide de resté pour ce qu'il pense être une courte visite. Son frère cadet, Thomas Aston Harris, poursuit une carrière dans le secteur des navires à vapeur et sert pendant la guerre de Sécession. Un autre de ses frères, Robert Harris (1830-1894), est devenu président du Chicago Burlington Railroad, puis du Chemin de fer du Pacifique Nord.

### Parcours à Hawaï
Après sa visite à Hawaï, plusieurs aristocrates hawaïens encouragent Harris à devenir avocat dans leur royaume. Convaincu, Harris décide de s'installer à Honolulu, et, grâce à son engagement, devient rapidement citoyen naturalisé hawaïen avec le soutien du roi Kamehameha III. Il fit venir sa femme et son jeune fils qui arrivèrent au début de l'année 1850. Outre sa pratique du droit privé, il devint magistrat de police pour délits mineurs en 1852.
En 1861, Harris achète le ranch Kahuku. Il comprenait de vastes étendues de terres d'environ 300 000 acres (1 200 km2 ) sur les pentes sud du Mauna Loa. Pendant quelques années, l'entreprise familiale de transport maritime produisait du rembourrage pour meubles appelé pulu à partir d'une fougère molle qui poussait à Kahuku. Quelque temps plus-tard, dans les années 1860, Harris a essayé de développer une première plantation de canne à sucre, qui est maintenant Kaneohe Ranch, sur la côte est d'Oahu avec l'appui de la reine douairière Kalama. L'entreprise n'a pas été un succès, mais il a  pu obtenir un titre grâce à ses terres de Kaneohe.

### Carrière politique
En 1854, Harris est élu à la chambre des représentants de la législature du royaume d'Hawaï sous l'étiquette du parti réformiste, et est réélu jusqu'en 1862. Le 26 août 1862, le roi Kamehameha IV le nomme procureur général d'Hawaï, un poste effectivement vacant depuis le départ de John Ricord en 1847.
Par la suite, Harris a également été nommé membre du Conseil privé le 7 décembre 1863 par le roi Kamehameha V. En 1864, il est élu à la Chambre haute de la législature hawaïenne, la Chambre des nobles. Le roi, qui insiste pour faire adopter une nouvelle constitution plus réactionnaire et moins libéral, restituant une partie du pouvoir à la monarchie qui avait été perdu au fil des ans, demande conseil à ses ministres. Harris a émis son avis juridique et produit un premier projet. Une convention constitutionnelle n'a pas réussi à parvenir à un accord, alors Harris a demandé au cabinet de négocier directement avec Kamehameha V qui a accepté. Finalement, le roi use de son pouvoir pour faire adopter le nouveau texte et réduire le pouvoir des deux chambres.
Le 19 octobre 1865, le premier ministre en place, Robert Crichton Wyllie, meurt en fonctions. Le lendemain, le roi nomme Harris pour lui succéder, d'abord à titre provisoire. Malgré le soutien du monarque, Harris finit par renoncer à la direction du gouvernement et démissionne le 21 décembre 1865. À la place, il est nommé ministre des Finances pour les quatre années suivantes. Bien qu'il ait démissionné de son poste de procureur général, il agit à ce titre jusqu’à ce qu'un nouveau soit nommé en septembre 1866.
En 1875, il reçut les décorations de l'Ordre royal de Kamehameha et de l'Ordre royal de Kalākaua de la part du roi Kalākaua. En février 1877, il est nommé par ce dernier, juge en chef de la Cour suprême. Harris conserva ce poste jusqu'à sa mort.